# Jonathan Phillips
Jonathan Mark Phillips, detto Jonny (Londra, 5 settembre 1963), è un attore inglese.

## Biografia
Tra i film in cui ha recitato vi sono Prick Up - L'importanza di essere Joe, La fiera della vanità e Bronson. Il film più importante nel quale ha lavorato è stato Titanic di James Cameron, dove ha interpretato la parte del 2º ufficiale Charles Lightoller.
È sposato dal 1989 con l'attrice Yolanda Vazquez.

## Filmografia parziale

### Attore

#### Cinema
- Prick Up - L'importanza di essere Joe (Prick Up Your Ears), regia di Stephen Frears (1987)
- Il potere magico (Rumpelstiltskin), regia di David Irving (1987)
- Titanic, regia di James Cameron (1997)
- The Quarry - La Cava (The Quarry), regia di Marion Hänsel (1998)
- Beatiful People, regia di Jasmin Dizdar (1999)
- The Last Great Wilderness, regia di David Mackenzie (2002)
- One for the Road, regia di Chris Cooke (2003)
- La fiera della vanità (Vanity Fair), regia di Mira Nair (2004)
- The Edge of Love, regia di John Maybury (2008)
- Bronson, regia di Nicolas Winding Refn (2008)
- Big Things, regia di Mark Devenport (2009)
- You Instead, regia di David Mackenzie (2011)
- Morto Stalin, se ne fa un altro (The Death of Stalin), regia di Armando Iannucci (2017)
- Outlaw King - Il re fuorilegge, regia di David Mackenzie (2018)
- The Dead of Jaffa, regia di Ram Loevy (2019)

#### Televisione
- Ties of Blood - miniserie TV, episodio 1x01 (1985)
- Casualty - serie TV, 2 episodi (1990-2013)
- Clarissa - serie TV, 4 episodi (1991)
- Le avventure del giovane Indiana Jones (The Young Indiana Jones Chronicles) - serie TV, episodio 2x02 (1992)
- Metropolitan Police - serie TV, 3 episodi (1996-2007)
- Maisie Raine - serie TV, episodio 1x05 (1997)
- Monarch of the Glen - serie TV, episodio 1x05 (2000)
- NCS: Manhunt, regia di Michael Whyte - film TV (2001)
- Comedy Lab - serie TV, episodio 4x06 (2001)
- Dead Gorgeous, regia di Sarah Harding - film TV (2002)
- NCS Manhunt - serie TV, 6 episodi (2002)
- Georgian Underworld - serie TV, episodio 1x04 (2003)
- The Eustace Bros. - serie TV, episodio 1x03 (2003)
- Waking the Dead - serie TV, 2 episodi (2003)
- Secret History - serie TV, episodio 1x02 (2003)
- New Tricks - Nuove tracce per vecchie volpi (New Tricks) - serie TV, episodio 1x03 (2004)
- The Golden Hour - serie TV, episodio 1x03 (2005)
- The Ghost Squad - serie TV, episodio 1x07 (2005)
- Testimoni silenziosi (Silent Witness) - serie TV, 2 episodi (2006)
- L'ispettore Barnaby (Midsomer Murders) - serie TV, episodio 9x06 (2006)
- Heartbeat - serie TV, episodio 16x21 (2007)
- Diario di una squillo perbene (Secret Diary of a Call Girl) - serie TV, episodio 1x07 (2007)
- Heroes and Villains - serie TV documentario, episodio 1x02 (2008)
- 10 Days to War - serie TV, episodio 1x08 (2008)
- Holby City - serie TV, 2 episodi (2008-2010)
- Hustle - I signori della truffa (Hustle) - serie TV, episodio 5x01 (2009)
- Spooks - serie TV, episodio 8x02 (2009)
- Terror! Robespierre and the French Revolution, regia di Carl Hindmarch - film TV (2009)
- Bloody Foreigners - serie TV, episodio 1x01 (2010)
- I Shouldn't Be Alive - serie TV documentario, episodio 4x16 (2011)
- Hunted - serie TV, 3 episodi (2012)
- Delitti in Paradiso (Death in Paradise) - serie TV, episodio 2x05 (2013)
- The Village - serie TV, 3 episodi (2013)
- Lawless, regia di Jon Jones - film TV (2013)
- Lewis - serie TV, episodio 8x01 (2014)
- Bloody Cuts - serie TV, episodio 1x11 (2014)
- Partners in Crime - serie TV, 3 episodi (2015)
- Obsession: Dark Desires - serie TV, episodio 3x08 (2016)

#### Cortometraggi
- Forever, regia di Terry Flaxton (2004)
- Soft, regia di Simon Ellis (2006)
- Jade, regia di Daniel Elliott (2009)
- Things We Leave Behind, regia di Andrew Brand (2009)
- Jam Today, regia di Simon Ellis (2011)
- Woodwoo, regia di Jonathan Philips (2013)
- The Outer Darkness, regia di Ben Franklin e Anthony Melton (2015)
- Hold, regia di Jonathan Blagrove (2020)

### Regista

#### Cortometraggi
- Woodwoo (2013)

## Doppiatori italiani
Nelle versioni in italiano delle opere in cui ha recitato, Jonathan Phillips è stato doppiato da:
- Christian Iansante in Titanic
- Ennio Coltorti in Bronson
- Fabio Boccanera in Hunted
- Massimo Bitossi in Delitti in Paradiso
- Roberto Fidecaro in Outlaw King - Il re fuorilegge